# 傅抱石故居
傅抱石故居是中国美术家傅抱石在江苏省南京市的住所，共两处。一处在玄武区傅厚岗6号，现为私人住宅，局部开放为纪念馆（预约参观），另一处在鼓楼区汉口西路132号，现为傅抱石纪念馆（长期开放参观），2006年6月两处故居被共同列为南京市文物保护单位，2011年12月汉口西路故居被列为江苏省文物保护单位。

## 傅厚岗故居
1946年，傅抱石是国立中央大学教授，随校由重庆复员南京后在南京定居。傅抱石一家在南京起初住在四牌楼中央大学校内的南高院宿舍，1948年在傅厚岗购地修建新居，1951年建成。傅抱石一家在傅厚岗长期居住，直到1964年迁往汉口西路。2004年，傅抱石傅厚岗故居经过整修后作为纪念馆开放，现有两层小楼及附属平房和庭院，陈列傅抱石生平、傅抱石作品的高仿画，以及部分傅抱石遗物。

## 汉口西路故居
汉口西路傅抱石故居主楼为一座依山而建的两层西式别墅，外墙呈米黄色，可俯瞰路南侧的南京师范大学随园校区，另有十余间平房。该住所为傅抱石通过与傅厚岗的住所产权置换而来，傅抱石于1963年迁居至此，1965年9月在此病逝。故居现已被辟为纪念馆，2009年曾进行为期半年的修缮。现一楼客厅和二楼画室“南石斋”为复原陈列，其他房间则用于展出傅抱石各个时期的照片和部分画稿，另在其西侧建有陈列室，展出其生平、理论著作、画集、印谱等。